# Ceanothus serpyllifolius
Ceanothus serpyllifolius är en brakvedsväxtart som beskrevs av Thomas Nuttall. Ceanothus serpyllifolius ingår i släktet Ceanothus och familjen brakvedsväxter. Inga underarter finns listade i Catalogue of Life.